# Давыдовская (Кумзерское сельское поселение)
Давыдовская — деревня в Харовском районе Вологодской области.
Входит в состав Кумзерского сельского поселения, с точки зрения административно-территориального деления — в Кумзерский сельсовет.
Расстояние по автодороге до районного центра Харовска — 53 км, до центра муниципального образования Кумзера — 4 км. Ближайшие населённые пункты — Пашинская, Андреевская, Балуковская.
По переписи 2002 года население — 13 человек.